# Бауру (баскетбольный клуб)
«Бауру» — бразильский профессиональный баскетбольный клуб из одноимённого города. Выступает в Чемпионате Бразилии.

## История
Бауру является второй командой в карьере бразильского защитника Леандро Барбозы. Барбоза являлся важным игроком во время бразильского чемпионата в старом формате в 2002 году. В том году Бауру стал чемпионом страны, обыграв в финале команду Араракуара со счётом 3-0.
В первый сезон чемпионата Бразилии в новом формате (2008–2009), Бауру подписал американского баскетболиста бразильского происхождения Ларри Тейлора. В четвертый сезон чемпионата (2011–2012), Тейлор, которому помогали молодой игрок Ги Деодато, опытный Фернандо Фишер и другой американец, Джефф Агба, привел Бауру к шестому месту.
В 2015 году Бауру выиграл свою первую в истории Лигу ФИБА Америка и впервые был объявлен чемпион Южной Америки. Благодаря победе в  Лиге ФИБА Америка, команда разыграла Межконтинентальный кубок по баскетболу 2015 года с Реал Мадридом.
Кроме этого, Бауру становилась 3 раза чемпионом Паулисты. В сезоне 2015/16 Бауру сыграл два предсезонных матча против команд НБА (с Нью-Йорк Никс и с Вашингтон Уизардс).

## Достижения

### Международные
- Лига ФИБА Америка

Чемпион (1): 2015
- Южноамериканский кубок ФИБА

Чемпион (1): 2014

### Внутренние
- Чемпионат Бразилии по баскетболу

Чемпион (1): 2002
Финалист (2): 2014–15, 2015-16
- Чемпионат Паулисты

Чемпион (3): 1999, 2013, 2014
Финалист (2): 2000, 2016

### Другие турниры
- Кубок имени Клаудио Мортари

Чемпион (2): 2015, 2016
- Кубок TV Tem: 2008
- Кубок EPTV: 2010

## Матчи против команд НБА
| 7 октября 2015 | Отчёт | Бауру | '81:100' | ' Нью-Йорк Никс' | Мэдисон-сквер-гарден, Нью-Йорк |

| 11 октября 2015 | Отчёт | Бауру | '100:134" | ' Вашингтон Уизардс' | Верайзон-центр, Вашингтон |

## Игроки и тренерский штаб
| Состав команды на сезон 2016/2017          | Состав команды на сезон 2016/2017 | Состав команды на сезон 2016/2017 | Состав команды на сезон 2016/2017 | Состав команды на сезон 2016/2017 | Состав команды на сезон 2016/2017 |
| БК Бауру                                   | БК Бауру                          | БК Бауру                          | БК Бауру                          | БК Бауру                          | БК Бауру                          |
| Номер                                      | Имя                               | Возраст                           | Позиция                           | Рост                              |                                   |
| ------------------------------------------ | --------------------------------- | --------------------------------- | --------------------------------- | --------------------------------- | --------------------------------- |
| 1                                          | Гуильерме Деодато                 | 26 лет                            | Форвард                           | 190 см.                           |                                   |
| 6                                          | Шилтон Сантос                     | 34 года                           | Центровой                         | 198 см.                           |                                   |
| 7                                          | Стефано Пиротти                   | 19 лет                            | Разыгрывающий защитник            | 189 см.                           |                                   |
| 9                                          | Вальтер да Силва                  | 40 лет                            | Разыгрывающий защитник            | 181 см.                           |                                   |
| 10                                         | Алекс Гарсия                      | 37 лет                            | Защитник/Форвард                  | 192 см.                           |                                   |
| 11                                         | Джефферсон Уильям                 | 34 года                           | Форвард                           | 207 см.                           |                                   |
| 14                                         | Энрике Серимелли                  | 20 лет                            | Форвард                           | 200 см.                           |                                   |
| 18                                         | Майкл Ученду                      | 19 лет                            | Центровой                         | 204 см.                           |                                   |
| 19                                         | Джордж Чайя                       | 26 лет                            | Разыгрывающий защитник            | 183 см.                           |                                   |
| 20                                         | Гуи Сантос                        | 20 лет                            | Защитник                          | 189 см.                           |                                   |
| 23                                         | Лео Мейндль                       | 24 года                           | Форвард                           | 200 см.                           |                                   |
| 25                                         | Габриель Жау                      | 18 лет                            | Форвард/Центровой                 | 208 см.                           |                                   |
| Тренерский штаб команды на сезон 2016/2017 |                                   |                                   |                                   |                                   |                                   |
| Имя                                        | Должность                         |                                   |                                   |                                   |                                   |
| Деметриус Феррачиу                         | Гл. тренер                        |                                   |                                   |                                   |                                   |
| Худсон Превидело                           | Ассистент гл. тренера             |                                   |                                   |                                   |                                   |
| Андре Германо                              | Ассистент гл. тренера             |                                   |                                   |                                   |                                   |

### Закреплённые номера
| Закреплённые номера БК Бауру |              |         |           |                |
| Номер                        | Игрок        | Позиция | Играл в   | Закреплён в    |
| 4                            | Ларри Тейлор | З       | 2008–2015 | 9 декабря 2015 |